# Deprez-Unterbrecher
Der Deprez-Unterbrecher ist magnetelektrischer Unterbrecher.  Er wurde von dem französischen Elektroingenieur Marcel Deprez erfunden. Der Deprez-Unterbrecher ist im Prinzip ein modifizierter Wagnerscher Hammer mit dem sich bis zu 40 Unterbrechungen pro Sekunde erzielen lassen.

## Funktionsprinzip

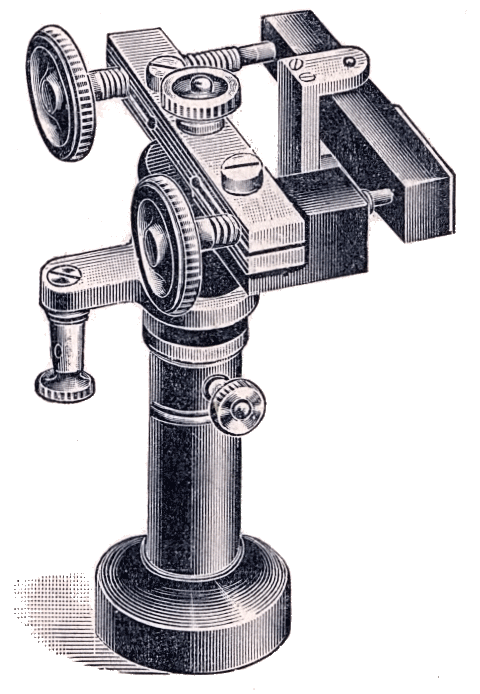
Deprez-Unterbrecher

Der Unterbrecher besteht aus dem ganz rechts sichtbaren prismatischen Stück weichen Eisens, das um eine senkrecht durch dasselbe hindurchgehende Achse drehbar ist. Das hintere Ende des Eisenprismas (rechts außen) wird von einem sich im Stromkreis befindlichen Elektromagneten angezogen, wodurch der durch die Schraube und das Eisenprisma hindurchgehende Strom unterbrochen wird. Der Elektromagnet wird inaktiv und eine kleine Feder zieht das Eisen wieder in seine ursprüngliche Lage zurück und der Vorgang wiederholt sich dann von vorn.

## Historische Anwendungen
- Erzeugung von Wechselspannung aus Gleichspannung
- Funkeninduktor (z. B. Rühmkorffscher Funkeninduktor in der Apparatur von Wilhelm Conrad Röntgen)
- Knallfunkensender